# Blues Project
 (mai 2017).
Si vous disposez d'ouvrages ou d'articles de référence ou si vous connaissez des sites web de qualité traitant du thème abordé ici, merci de compléter l'article en donnant les références utiles à sa vérifiabilité et en les liant à la section « Notes et références ».
Ne pas confondre avec le groupe The Blues Project.
Albums de Kid Loco
A Grand Love Story
(1997)
Blues Project est un mini-album, sorti en 1996, du musicien et producteur français Kid Loco qui signe là ses premières productions.

## Liste des titres
Toute la musique est composée par Kid Bravo.
| 1.    | Public Paranoiac Number One  | 5:30 |
| 2.    | Talkin Bibles Vendors Blues  | 1:44 |
| 3.    | Welcome in a World of Sex    | 7:37 |
| 4.    | Sister Curare                | 5:28 |
| 5.    | Let Us Now Praise Famous Men | 1:52 |
| 6.    | Kronos Goes Cosmos           | 8:42 |
| 30:52 |                              |      |